# 线状病毒纲
线状病毒纲（学名：Tokiviricetes）为杆状病毒门的一个纲。

## 下级分类
本科包括以下属：
- 线状病毒目 Ligamenvirales
- Primavirales